# Advanced Micro Devices
Advanced Micro Devices (NASDAQ: AMD

) forkortes AMD blev grundlagt i 1969 og er i dag verdens næststørste PC-processorfabrikant (efter Intel). AMD's hovedkvarter ligger i Sunnyvale, Californien, USA og er under ledelse af Lisa Su. Grafikkortproducenten ATI blev i 2006 opkøbt af AMD. I 2008 omsatte koncernen for 5,8 milliarder US-Dollar, og endte med et netto tab på knap 3,1 milliarder US-Dollar.
AMD's hurtigste processorfamilie til stationære PC'er er Ryzen-serien., som blev lanceret i oktober 2017. De er nu på tredje generation. Disse processorer kører med socket AM4+ og DDR4 ram. De producerer også Phenom II, Phenom, Athlon og Sempron til stationære PC'er, hvor sidstnævnte er den billigste løsning. Til bærbare PC'er producerer de Turion og Neo. Turion er til de kraftigere bærbare PC'er, mens Neo er langsommere og rettet mod de ultra transportable modeller. Til servermarkedet producerer AMD Opteron. 

De har tidligere produceret processorerne Athlon XP, Duron og Thunderbird med flere. 
AMD har blandt andet samarbejdet med nVidia om udviklingen af nForce chipsættene.[kilde mangler]

## Sokkeltyper
AMD har gennem tiden brugt forskellige sokler til de fremstillede CPU'er.
Her er en beskrivelse af AMD's platforme: 
- Socket A/462 – Man kunne til at starte med køre med Athlon og Duron, som var de første CPU'er til denne platform. De understøttede SDRAM og senere hen også DDR266 ram.

Efter et par år blev Athlon XP og Sempron produceret, disse understøttede DDR266-DDR400 ram. På visse bundkort kunne man køre DualChannel. Det gav dog ikke det store ydelsesboost.
- Socket 754 - Man kunne benytte Athlon64 og Sempron/64 på denne platform.

Introduktionen af denne platform var begyndelsen til en stor optur for AMD. Med introduktionen af Socket 754 og Athlon 64-processoren som ydede bedre end noget Intel kunne hamle op med. Platformen manglede dog understøttelse af DualChannel, og interessen for platformen faldt hurtigt efter introduktionen af Socket 939. I dag bruges Socket 754 til AMD's mobile chip Turion, som sidder i bærbare computere.
- Socket 939 – Man kunne benytte Athlon64, Athlon64 X2, Opeteron og Sempron/64. Med Socket 939 fik Athlon 64 processoren DualChannel understøttelse. Denne platform og processorene dertil har været meget populære grundet den høje ydelse til en lav pris. AMD's dual core processorer (X2, FX60 Opteron 165, Opteron 170, Opteron 175, Opteron 180 og Opteron 185) blev også introducerede til denne platform. Denne platform er udgået i dag.

- Socket 940 – (Opteron, FX51 og FX53) AMD's serverløsning Opteron er lavet primært til Socket 940, da denne platform understøtter ECC ram. AMD's topprocessor, FX-serien, blev også introduceret til denne platform, men er siden blevet overflyttet til Socket 939.

- Socket AM2 – Man kunne benytte Athlon64/X2, Opeteron/FX, Sempron/64. Denne platform er stort set udgået til fordel for AM2+/3. Athlon64 X2 kunne IKKE tage kampen op med Intel's Core2Duo. Dog slog de Intel's Pentium D.

- Socket AM2+ – Athlon64/X2, Opeteron/FX, Phenom/X2/X3/X4, Sempron/64. AMD fik en god potion succes ved introduktionen af Phenom, dog var Intel's CPU'er stadig bedst. I starten fik Phenom en del modgang og kritik som følge af den meget omtalte TLB-Bug. Denne bug blev dog rettet ved introduktionen af deres nye serie Phenom med 50 til sidst i modelnavnet. ALLE Phenom CPU'er understøtter op til DDR2-1066 og på visse MOBOs understøttes der op til DDR2-1200, dog kun med visse Phenom CPU'er.

- Socket AM3 – PhenomII/X2/X3/X4. Der understøttelse af både DDR3 og DDR2 ram i disse CPU'er så de kan benyttes til Socket AM2+, dog kan en Socket AM2+ CPU IKKE benyttes i Socket AM3.

Socket AM2/+/3 har alle 940 pins, dog passer ingen af disse i Socket 940, da pinsene på denne platform er placeret anderledes.